# Gary Farmer
Pour les articles homonymes, voir Farmer.
Gary Farmer, né le 12 juin 1953 à Ohsweken, dans la réserve des Six Nations (Ontario), est un acteur canadien d'origine amérindienne.

## Biographie
Il fait partie du peuple cayuga. Il a étudié la photographie et le cinéma à l'université de Syracuse et à l'université Ryerson.
Il a commencé sa carrière d'acteur en accumulant les petits rôles dans les années 1980 avant d'obtenir son premier rôle important dans Powwow Highway (1989), pour lequel il est nommé à l'Independent Spirit Award du meilleur acteur dans un second rôle. Il est nommé deux autres fois pour ce même prix pour ses rôles dans Dead Man (1995), film pour lequel il est le plus connu, et Smoke Signals (1998). Il reprend son rôle de Nobody (Personne) pour un caméo dans Ghost Dog : La Voie du samouraï (1999). Dans les années 2000, il apparaît notamment dans The Score (2001), Adaptation (2002) et Twist (2003), pour lequel il est nommé au prix Génie. Il joue également de l'harmonica et a créé le groupe Gary Farmer and the Troublemakers avec qui il a sorti deux albums, Songs and Other Issues (2007) et Lovesick Blues (2009). Il a créé une station de radio, un magazine et un festival culturel pour la réserve des Six Nations.

## Filmographie partielle

### Cinéma
- 1984 : Police Academy : le propriétaire d'un magasin
- 1987 : Les Envoûtés : Mover
- 1987 : La Gagne : Duke
- 1989 : Powwow Highway : Philbert Bono
- 1989 : Flic et Rebelle : George
- 1991 : The Dark Wind : Albert Dashee
- 1993 : Belle et Dangereuse : Anderson
- 1995 : Le Cavalier du Diable : le maire Bob Martel
- 1995 : Dead Man : Nobody
- 1996 : Les Feluettes (Lilies) : Timothée
- 1998 : Phoenix Arizona : Arnold Joseph
- 1999 : Ghost Dog : La Voie du samouraï : Nobody, le Cayuga
- 2001 : The Score : Burt
- 2002 : Skins : Verdell Weasel Tail
- 2002 : Adaptation : Buster Baxley
- 2003 : Twist : Fagin
- 2008 : Swing Vote : La Voix du cœur : Curly
- 2009 : L'Heure de vérité : Cook
- 2010 : Good Neighbours : Roland Brandt
- 2012 : Winter in the Blood : Lame Bull
- 2012 : Path of Souls : Eddie Benton
- 2013 : Jimmy P. (Psychothérapie d'un Indien des Plaines) : Jack
- 2019 : Blood Quantum : Moon
- 2019 : First Cow : Totillicum

### Télévision

#### Séries télévisées
- 1988 : Deux Flics à Miami : Wilson
- 1989 : Vendredi 13 : Rick
- 1992-1994 : Le Justicier des ténèbres : Captaine Joe Stonetree (14 épisodes)
- 1998 : Le Caméléon : Vincent LaPahie
- 2001 : À la Maison-Blanche : Jack Lone Feather
- 2003 : Mutant X : Dr Marcus
- 2006 : Indian Summer : The Oka Crisis : Alan Montour (4 épisodes)
- 2007 : Moose TV : Gerry Keeshig (8 épisodes)
- 2008–2009 : Easy Money : Shep
- 2013–2017 : Longmire :  Aaron Two Rivers (2 épisodes)
- 2012 : Blackstone : Ray Delaronde (8 épisodes)
- 2014–2015 : The Red Road : Mac (6 épisodes)
- 2015–2016 : Zoo : Anik (2 épisodes)
- 2016 : Graves
- 2017 : Guilt Free Zone : Milo (4 épisodes)
- 2019 : Blackwater : Charles Goodman
- 2021-2025: Resident Alien : Dan Twelvetrees (6 épisodes)
- 2021 : Rutherford Falls : Earl (2 épisodes)
- 2021 : Reservation Dogs : Oncle Brownie (3 épisodes)
- 2022 : The English (mini-série)
- 2022 : Our Flag Means Death : Chef Mabo (1 épisode)

#### Téléfilms
- 2003 : DreamKeeper : Iktorne
- 2006 : Doomstown : Détective Jeff Norstrom
- 2006 : One Dead Indian : Judas George
- 2007 : Elijah : Ray